# Fernand Bosmans
Fernand Adrian Jean Bosmans (Antwerpen, 1883. június 29. – Antwerpen, 1960. július 30.) olimpiai bronzérmes belga párbajtőrvívó.